# Сингх, Руп
Руп Сингх Баис (хинди रूप सिंह, англ. Roop Singh Bais; 8 сентября 1910, Джабалпур, Британская Индия — 16 декабря 1977, Гвалиор, Мадхья-Прадеш) — индийский хоккеист на траве, нападающий. Двукратный олимпийский чемпион 1932 и 1936 годов.

## Биография
Руп Сингх родился 8 сентября 1910 года в городе Джабалпур в Британской Индии (сейчас в Индии).
Служил офицером в армии махараджи Дживаджи Рао Скандиа.
Играл в хоккей на траве за Соединённые провинции и «Джханси Хироз».
В 1932 году вошёл в состав сборной Индии по хоккею на траве на летних Олимпийских играх в Лос-Анджелесе и завоевал золотую медаль. Играл на позиции левого нападающего, провёл 2 матча, забил 13 мячей (десять в ворота сборной США, три — Японии). Стал лучшим снайпером турнира.
В 1936 году вошёл в состав сборной Индии по хоккею на траве на летних Олимпийских играх в Берлине и завоевал золотую медаль. Играл на позиции левого нападающего, провёл 5 матчей, забил 9 мячей (три в ворота сборной Франции, по два — Венгрии и США, по одному — Японии и Германии).
Считается одним из лучших хоккеистов в истории. Мастерски владел клюшкой и обладал очень сильным ударом.
Любил красивую жизнь и одежду. Незадолго до Олимпиады 1932 года отказался ехать, поскольку не имел, по его мнению, подходящей одежды. Его старшему брату Дхиану Чанду пришлось найти ему новый костюм.
Пережил финансовые трудности: когда Сингх тяжело заболел туберкулёзом, его семья была вынуждена продать золотые олимпийские медали и серебряные трофеи, чтобы собрать средства для лечения.
Умер 16 декабря 1977 года в индийском городе Гвалиор.

## Семья
Принадлежал к клану богатых землевладельцев Баис Раджпутс.
Старший брат — Дхиан Чанд (1905—1979), индийский хоккеист на траве. Трёхкратный олимпийский чемпион 1928, 1932 и 1936 годов.
Племянник — Ашок Кумар (род. 1950), индийский хоккеист на траве. Бронзовый призёр летних Олимпийских игр 1972 года.

## Память
В Мюнхене перед летними Олимпийскими играми 1972 года его именем назвали улицу в олимпийском парке. Так организаторы отметили достижение Сингха, ставшего в 1936 году лучшим снайпером олимпийского хоккейного турнира в Берлине.
В Гвалиоре именем Сингха назван стадион Captain Roop Singh. Первоначально арена была предназначена для хоккея на траве, но с 1988 года здесь играют в крикет.
В 2012 году в Лондоне на период проведения летних Олимпийских игр одна из станций была переименована в честь Клаудиуса на специальной «Олимпийской карте легенд». Он был одним из шести знаменитых хоккеистов, которых удостоили такой чести, и одним из троих индийцев наряду с Дхианом Чандом и Лесли Клаудиусом.